# 聖句
聖句（せいく）は、聖書の箇所を意味する語。ギリシャ語の"γραφή"（古典再建音転写: グラフェー、現代ギリシャ語転写: グラフィ）の訳語でもある。聖書を引用する時、聖句と書く場合がある（ただし教派によってはこの語彙が用いられないところもある）。
ギリシア語: "γραφή"は、日本語訳聖書で聖書あるいは聖句と訳されるが、聖書と訳されている箇所が多い。古典ギリシャ語、現代ギリシャ語のいずれにも、単に「書き物」といった意味もあるが、現代ギリシャ語において聖書を明確に指す場合には「聖なる」を表す形容詞を付けて"Αγία Γραφή"と呼称する。
文語訳聖書と新改訳聖書の場合、使徒の働きでは、8章32節で聖書と訳される同じギリシャ語が、35節で聖句と訳されている。ここでは、聖書が旧約全体、聖句が一部をあらわしているが、必ずしも全体と部分で分けて翻訳されているわけではない。マルコ12:10、ヨハネ19:36、ヤコブ2:23、ヨハネ13:18,17:12、使徒1:16、ルカ4:21、ヨハネ7:38、42、ローマ4:3、ガラテヤ4:30、第一テモテ5:18もグラフェーである。
口語訳聖書では、ルカ4:21、ヨハネ20:9、使徒8:35、新改訳聖書では、使徒8:35、新共同訳聖書では、マタイ23:5で聖句の訳語が使われている。
聖句集には、『日々の聖句』などが出版されている。